# JR (konstnär)
JR, född 22 februari 1983 i Paris, är artistnamnet för en fransk konstnär och fotograf. Artistnamnet är en förkortning av hans förnamn Jean-René, efternamnet är okänt för allmänheten. JR är framför allt känd för affischering.
JR har uppmärksammats för sina stora porträtt i svartvitt, ofta med barn på flykt som motiv. som klistrats upp eller burits runt över hela världen. Han inledde dock karriären som gatukonstnär och graffitimålare i Paris förorter, innan han hittade till fotograferandet. Han började då ta bilder av vänner, förstorade dem och klistrade upp bilderna på husväggar och murar runt om i kvarteren. JR hjorde sin första stora utställning, ”Portrait of a generation” 2004–2006 som utgick från unga i Paris förorter. Han har med tiden gjort många uppmärksammade bildinstallationer på oväntade platser runt världen – längs Separation Wall på Västbanken, vid en mur mot Mexiko, inne i övergivna rum på Ellis Island i New York och i ett amerikanskt högriskfängelse. Hans verk är ofta politiska.
År 2017 kom den Oscarsnominerade dokumentären Faces, places som gav honom ett bredare genombrott. I filmen gör han en roadtrip med den 50 år äldre filmskaparen Agnès Varda. Under resan möter och fotograferar de vanliga människor. JR menar att mötet med Varda blev avgörande för hans karriär och konstnärskap. Han har även inspirerats av det franska konstnärsparet Christo och Jeanne-Claude.
JR vann TED-priset 2011, på 100 000 dollar.

## Ett urval från JR:s utställningar runt om i världen

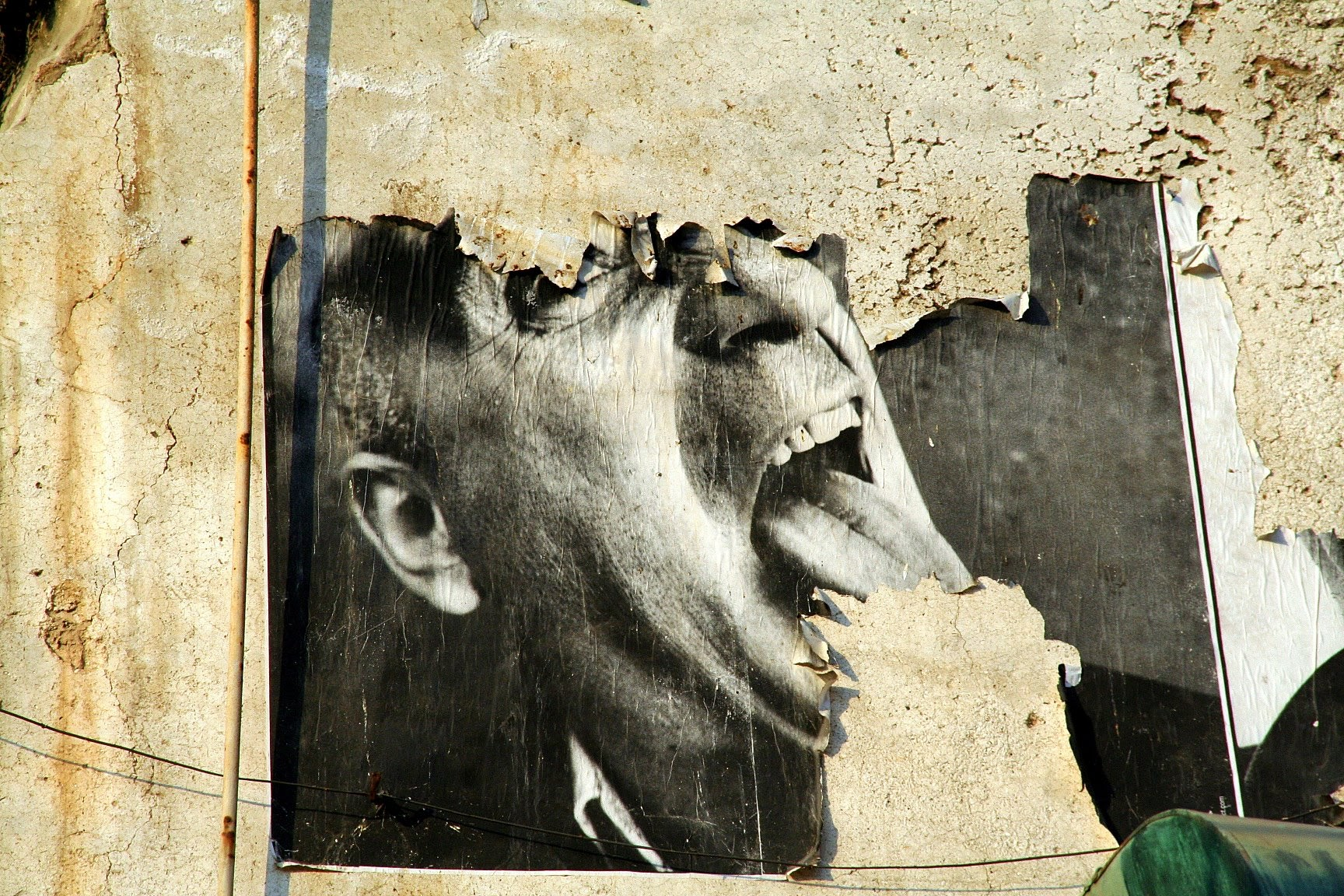
Face 2 Face, Israel, Jaffa 2008.
Ett av JR:s stora verk på en husvägg i New York 2012.
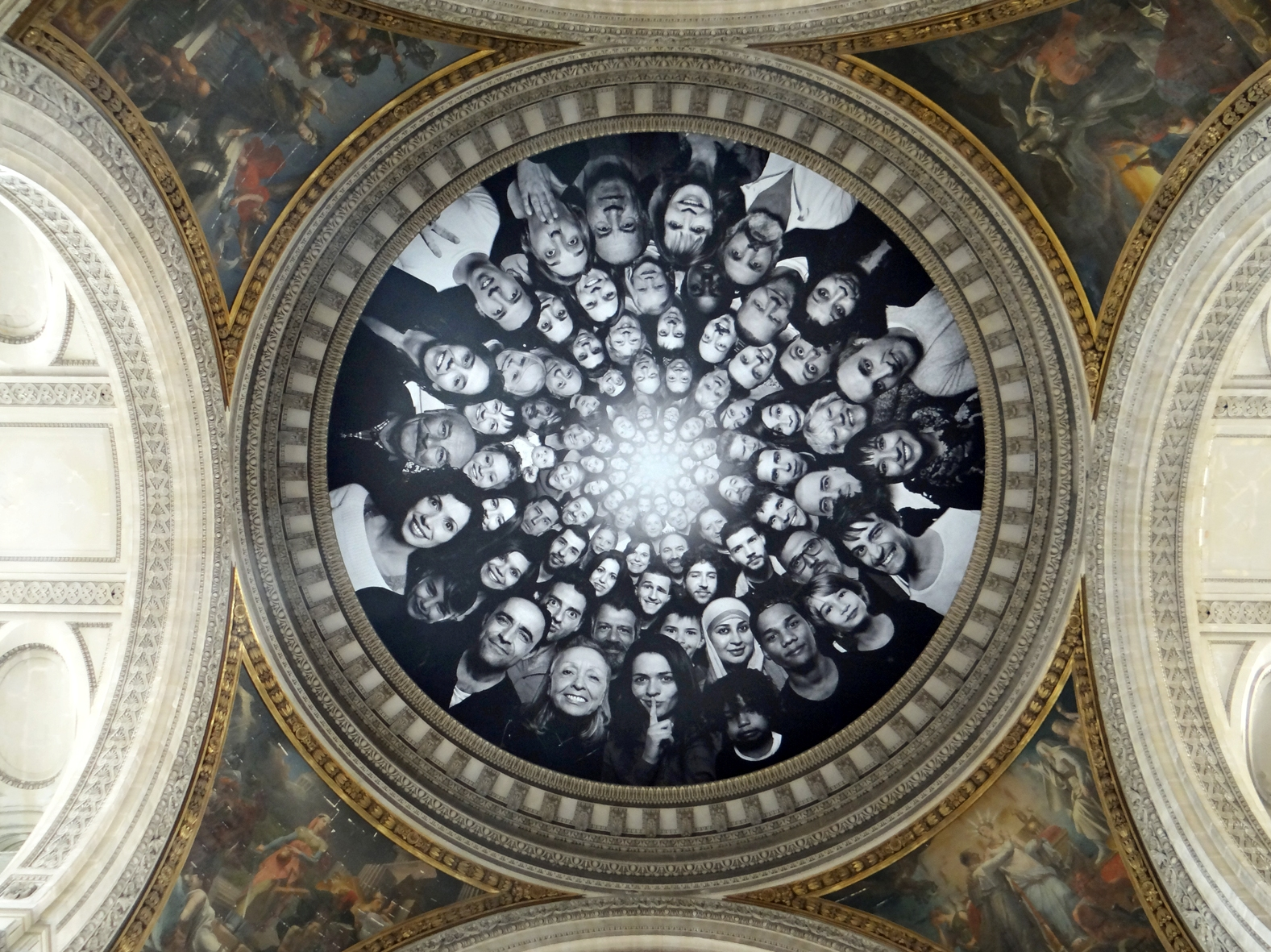
Projektet INSIDE OUT i kupolen i Panthéon i Paris 2014.
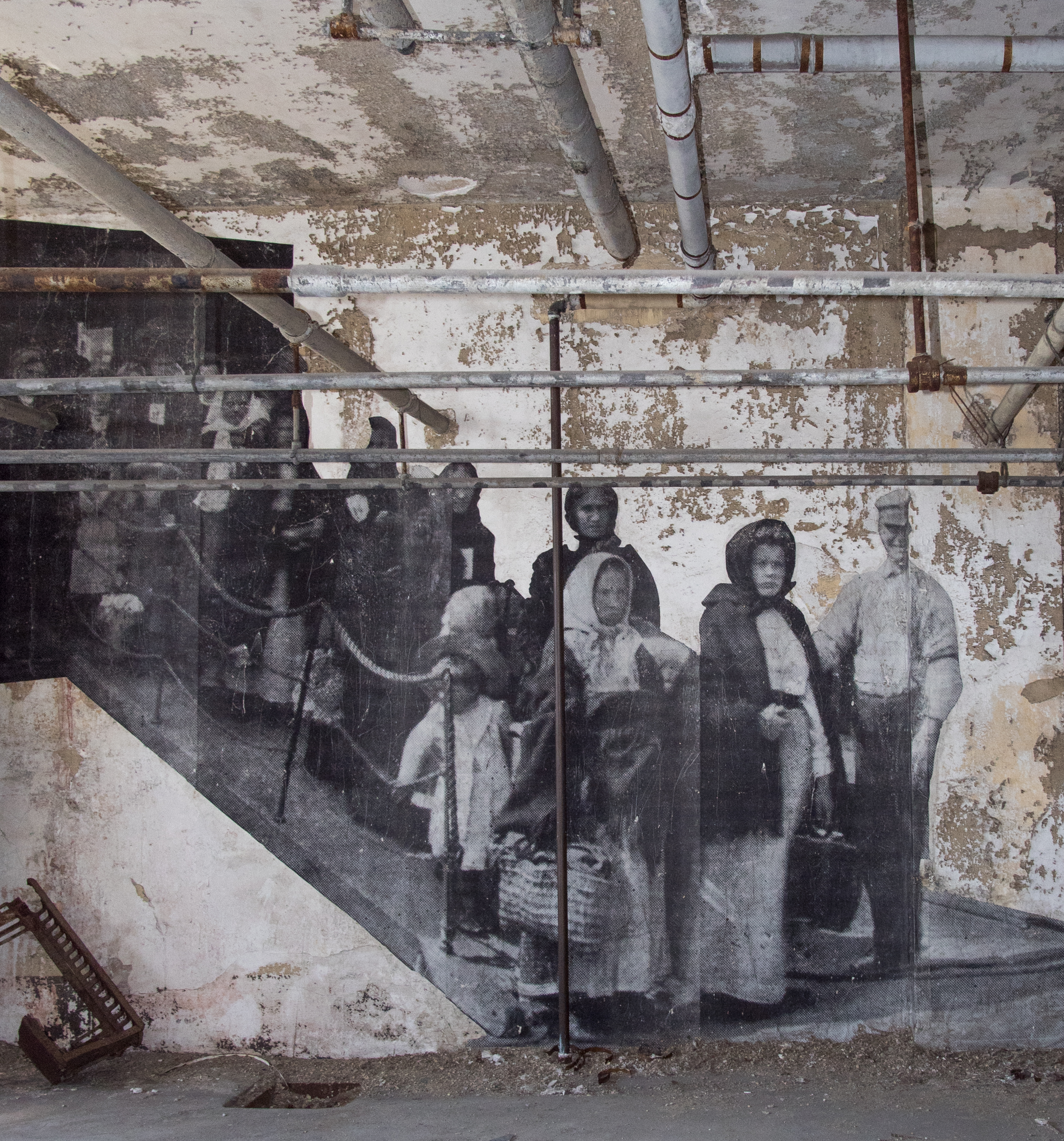
Utställning Unframed i Ellis Islands immigrantsjukhus i New York 2018.
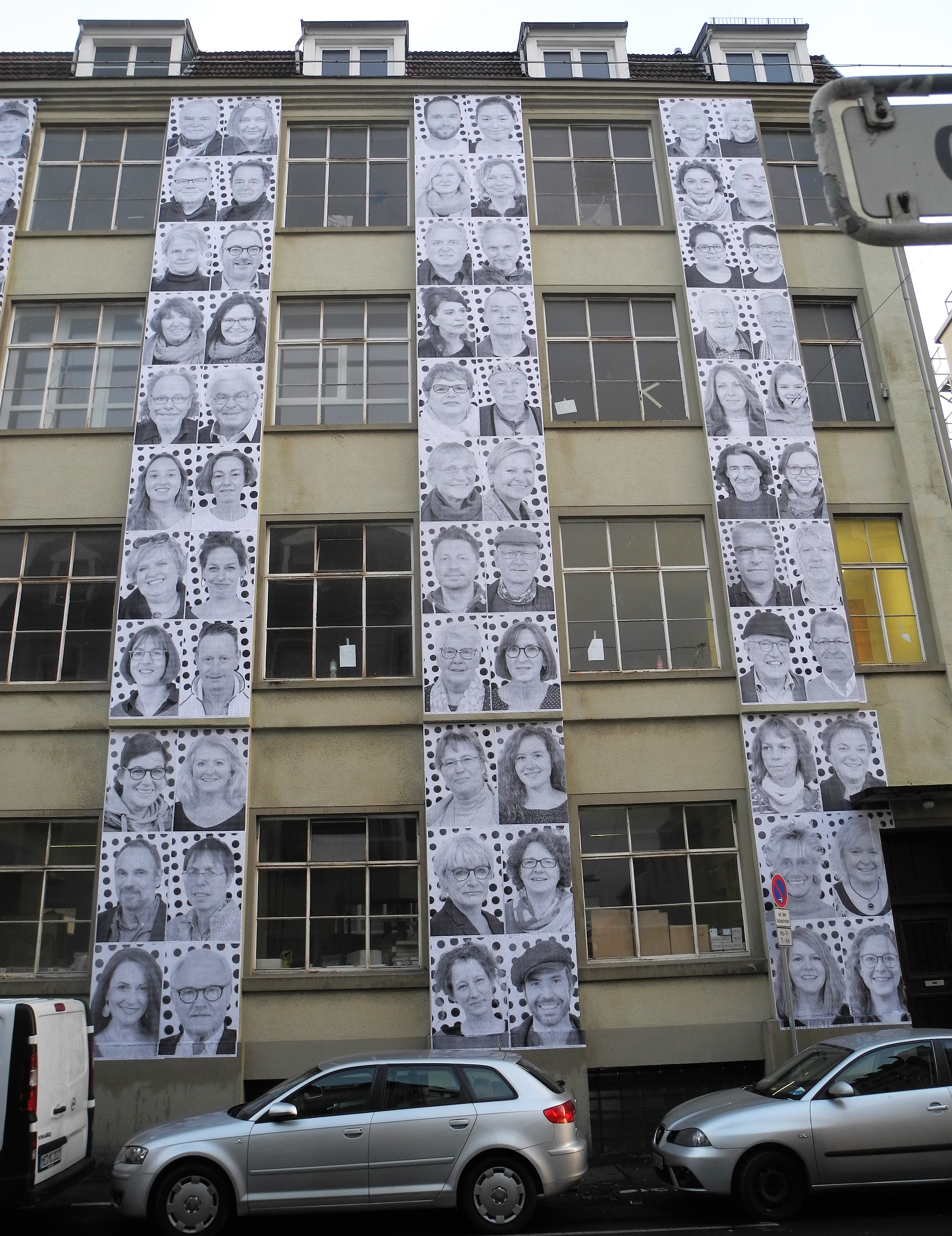
Inside Out Project I Wuppertal 2020.
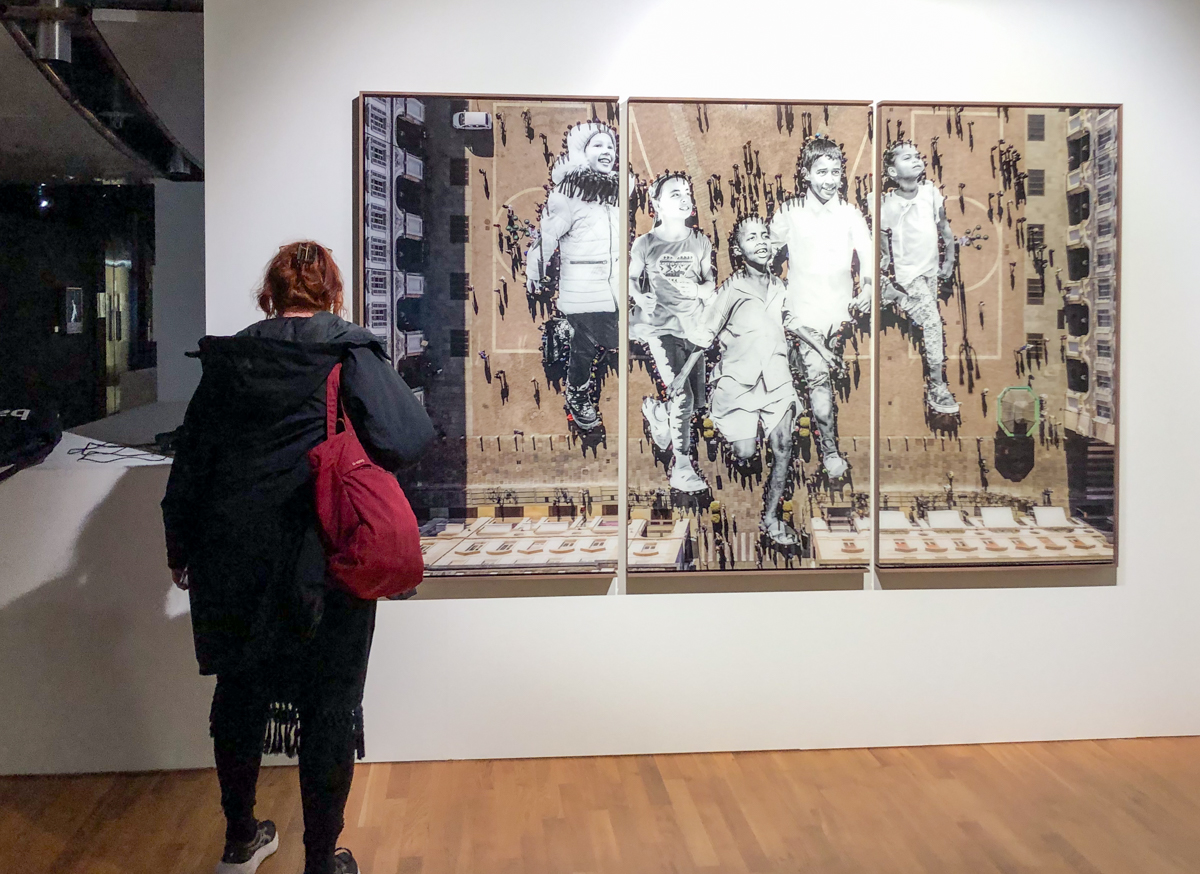
Déplacé·e·s på Kulturhuset i Stockholm 2024.